# Shorea ciliata
Espèce
Statut de conservation UICN

 NT  : Quasi menacé
Shorea ciliata est une espèce de plantes de la famille des Dipterocarpaceae.